# Annie Guglia
Annie Guglia (Montreal, 15 de noviembre de 1990) es una patinadora canadiense y activista de los derechos LGBT. Ella se identificó como lesbiana y es una destacada activista LGBT. A los 30 años, debutó en los Juegos Olímpicos representando a Canadá en los Juegos Olímpicos de Verano de 2020, donde el skateboarding se agregó por primera vez como deporte olímpico. En esos Juegos compitió en la categoría de prueba callejera femenina. Llegó a los Juegos Olímpicos de Verano de 2020 de una manera poco convencional porque no se había clasificado para entrar. Entró a último momento como sustituta de una atleta lesionada en un evento de skateboarding.

## Biografía
Annie Guglia nació y creció en Montreal. Comenzó a competir en skateboarding en 2001, a la edad de 11 años, y participó brevemente en competencias durante la temporada 2005-06. Era un momento en el que el patinaje en tabla no se consideraba un deporte destacado y las mujeres tenían dificultades para tener una carrera profesional. A los 17 años, consideró dejar el deporte al darse cuenta de que las patinadoras no recibían la misma atención ni las mismas oportunidades internacionales que sus homólogos masculinos. Luego se centró en su educación superior y obtuvo una maestría en estrategia empresarial.
En 2017, Guglia regresó al deporte pensando en competir por primera vez en los Juegos Olímpicos de Tokio 2020. Ocupó el decimoquinto lugar en los X-Games de Minneapolis de 2017 y ganó tres Campeonatos Nacionales de Canadá consecutivos (2018-2020). También fue la ganadora en la categoría de patinadoras profesionales Jackalope Women Pro de 2018 y 2019, un festival anual de deportes extremos en Canadá.
Participó en el Campeonato Mundial de Skateboarding de 2019, que fue uno de los eventos de clasificación para los Juegos Olímpicos de Verano de 2020. Sin embargo, fue eliminada de las semifinales y no pudo clasificarse directamente para Tokio. Más tarde fue elegida para sustituir a una patinadora sudafricana que se lesionó. Fue la única patinadora canadiense que compitió en la categoría de prueba callejera femenina en los Juegos Olímpicos de Tokio. 